# Daniel Zen

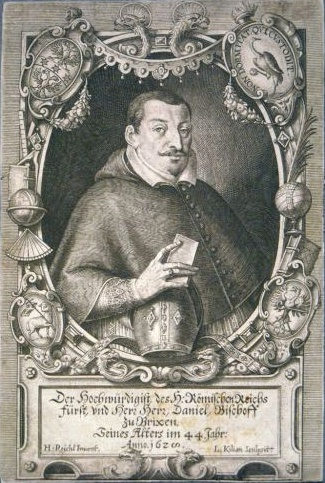
Bischof Daniel Zen

Daniel Zen (* 1585 in Vigo; † 24. September 1628 in Brixen) war ein Bischof von Brixen.

## Leben
Zen wurde im Fassatal geboren. Er war Domorganist in Brixen und erhielt später die Dompropstei von Brixen. Zen war Ladiner und wurde am 3. Oktober 1627 zum Bischof geweiht. Von 1615 bis 1616 war er Dechant von Krems an der Donau.
Von 1627 bis 1628 war er Bischof von Brixen; er starb bereits am 24. September 1628 im Alter von 44 Jahren. Zen war der einzige Ladiner, der Bischof von Brixen wurde. Seine Amtszeit war die kürzeste von allen bisherigen Bischöfen von Brixen (soweit uns die Amtszeiten überliefert sind).
Im Brixner Domarchiv werden musikalische Kompositionen von Zen verwahrt.